# Il re dell'Atlantico
Il re dell'Atlantico è un film muto italiano del 1914 diretto da Baldassarre Negroni.